# 西辺誠
西辺 誠（にしべ まこと、1982年〈昭和57年〉4月1日 - ）は、日本のアニメプロデューサー、音楽プロデューサー。『WEST GROUND』名義で作曲家としても活動している。代表作にAKINO from bless4「海色」、西沢幸奏「吹雪」など。沖縄県浦添市出身。

## 経歴
大学卒業後、2006年にビクターエンタテインメント株式会社（現：株式会社JVCケンウッド・ビクターエンタテインメント）入社。営業、宣伝、音楽制作やアーティストプロデュースを経験し、2011年に株式会社FlyingDogに出向。同社では数多くのアニメの音楽プロデューサーやアニメプロデューサーをこなし、2021年より現在は株式会社Bilibiliにてアニメプロデューサーを務める。

## 音楽活動（WEST GROUND）
WEST GROUNDは西辺誠の作曲家名義。
3歳よりピアノ、10歳からトランペットを始め、高校時代には吹奏楽部門にてウイーン青少年音楽コンクールグランプリを受賞。クラシックに精通しつつ、作曲、編曲ではROCKを中心にPOPS、クラブミュージックと幅広くこなし、数々のアーティストプロデュースやTVアニメのOP/EDテーマ曲の作曲もこなす。
漫画家：瀬尾公治とは親交が深く、『週刊少年マガジン』（講談社）にて2014年11号から2018年18号まで連載された漫画『風夏』と事実上の続編である『ヒットマン』に実名のキャラクター〈西辺誠〉として登場している。
出典：『風夏』単行本 第17巻p187 - 189より

## テレビアニメ（音楽）
2012年
- BTOOOM！（OP制作）

2013年
- 琴浦さん

- 蒼き鋼のアルペジオ -アルス・ノヴァ-

2014年
- 魔法戦争

- 艦隊これくしょん -艦これ-

- テンカイナイト　（主題歌）

- モモキュンソード　（挿入歌）

2015年
- 艦隊これくしょん -艦これ-

- 学戦都市アスタリスク

- 緋弾のアリアAA

- 夕やけだん団

2016年
- 魔法少女育成計画

- 学戦都市アスタリスク 2nd Season

- 劇場版 艦これ

2017年
- 月がきれい

- 風夏

- チェインクロニクル 〜ヘクセイタスの閃〜

- ラーメン大好き小泉さん

- かくりよの宿飯

2019年
- キャロル＆チューズデイ

- 私に天使が舞い降りた！

- ドメスティックな彼女

2020年
- 恋する小惑星

- 放課後ていぼう日誌

2022年
- 組長娘と世話係

- 農民関連のスキルばっか上げてたら何故か強くなった。

## テレビアニメ（プロデューサー）
2017年
- チェインクロニクル 〜ヘクセイタスの閃〜

2018年
- かくりよの宿飯

2019年
- キャロル&チューズデイ|キャロル＆チューズデイ

- ドメスティックな彼女

2021年
- 進化の実～知らないうちに勝ち組人生～

2022年
- 組長娘と世話係

2023年
- 真・進化の実～知らないうちに勝ち組人生～

- 久保さんは僕を許さない

## WEST GROUND活動

### アーティスト
- AKINO from bless4
- ナノ
- 中ノ森文子
- 西沢幸奏
- 沼倉愛美
- 東山奈央
- 美波
- TENSONG
- ナキボクロ

### 楽曲（作曲・編曲 / プロデュース）
2012年
TVアニメ「BTOOOM！｣　オープニングテーマ
2013年
ナノ「SAVIOR OF SONG」編曲
TVアニメ「蒼き鋼のアルペジオ-アルス・ノヴァ-」オープニーマ
2014年
ナノ「PARALYZE:D」作曲・編曲
PlayStationR Vitaソフト「RE:VICE[D]」主題歌

ナノ「INFINITY≠ZERO」作曲・編曲
映画「幕末高校生」主題歌

中ノ森文子「Get the glory」作曲・編曲
TVアニメ「テンカイナイト」オープニングテーマ

ナノ「Born to be」作曲・編曲
TVアニメ「魔法戦争」エンディングテーマ
2015年
西沢幸奏「Brand-new World」作曲・編曲
TVアニメ「学戦都市アスタリスク」オープニングテーマ

ナノ「Last Refrain」作曲・編曲
劇場版「蒼き鋼のアルペジオ Cadenza」挿入歌

西沢幸奏「Cross」作曲・編曲
PlayStationR Vita用ゲーム「BAD APPLE WARS」エンティングテーマ

ナノ「Mirror, Mirror」作曲・編曲
PlayStationR Vita用ゲーム「BAD APPLE WARS」オープニングテーマ

ナノ「Bull’s Eye」作曲・編曲
TVアニメ「緋弾のアリアAA」オープニングテーマ

西沢幸奏「吹雪」編曲
TVアニメ「艦隊これくしょん‐艦これ‐」エンディングテーマ
AKINO from bless4「海色」作曲・編曲
TVアニメ「艦隊これくしょん‐艦これ‐」オープニングテーマ

ナノ「Rock on.」作曲・編曲
劇場版「蒼き鋼のアルペジオ‐アルス・ノヴァ‐DC」主題歌
2016年
西沢幸奏「Break your fate」作曲・編曲
アクションオンラインRPG「アラド戦記」タイアップ曲

西沢幸奏「The Astarisk War」作曲・編曲
TVアニメ「学戦都市アスタリスク」オープニングテーマ

沼倉愛美「叫べ」作曲・編曲
TVアニメ「魔法少女育成計画」オープニングテーマ

ナノ「DREAMCATCHER」作曲・編曲
TVアニメ「魔法少女育成計画」エンディングテーマ

西沢幸奏「帰還」共作曲・編曲
「劇場版　艦これ」主題歌
2017年
西沢幸奏「Gray Blaze」作曲・編曲
アクションオンラインRPG「アラド戦記」タイアップ曲

東山奈央「イマココ」作曲・編曲
TVアニメ「月がきれい」オープニングテーマ

東山奈央「月がきれい」作曲
TVアニメ「月がきれい」エンディングテーマ

沼倉愛美「Climber’s High!」作曲
TVアニメ「風夏」オープニングテーマ

中島愛「ワタシノセカイ」編曲
TVアニメ「風夏」エンディングテーマ

ナノ「MY LIBERATION」作曲・編曲
TVアニメ「チェインクロニクル～ヘクセイタスの閃～」オープニングテーマ

ナノ「HAVEN」作曲・編曲
スマホ版RPG「チェインクロニクル３」主題歌

ナノ「DARE DEVIL」作曲・編曲
スマホ版RPG「放課後ガールズトライブ」主題歌
2018年
ナノ「Star light, Star bright」共作曲・編曲
TVアニメ「CONCEPTION」オープニングテーマ

ナノ「ウツシヨノユメ」作曲・編曲
TVアニメ「かくりよの宿飯」オープニングテーマ

西沢幸奏「Meteor」「New Generation」作曲・編曲
TVアニメ「重神機パンドーラ」挿入歌

沼倉愛美「彩-color-」作曲
TVアニメ「かくりよの宿飯」エンディングテーマ

東山奈央「灯火のまにまに」作曲
TVアニメ「かくりよの宿飯」オープニングテーマ

Lynn「Wings of light」作曲・編曲
週刊少年マガジン「風夏」最終回記念　作品エンディングテーマ

西沢幸奏「LOVE MEN HOLIC」作曲・編曲
TVアニメ「ラーメン大好き小泉さん」エンディングテーマ

KIMIKA「夏風」作曲・編曲
2019年
ナノ「KEMURIKUSA」作曲・編曲
TVアニメ「ケムリクサ」オープニングテーマ

美波「カワキヲアメク」
TVアニメ　ドメスティックな彼女　オープニングテーマ
2020年
Rain Drops「VOLTAGE」作曲・編曲
TENSONG「たいして綺麗でもない僕らの世界」作曲・編曲
TENSONG「存在」編曲
2021年
TENSONG「存在」編曲
TENSONG「昇進者」編曲
TENSONG「纏」編曲
TENSONG「月が綺麗」編曲
TENSONG「Bye Myself」編曲
2022年
TENSONG「はじまりのおわり」編曲
TENSONG「とりま」編曲
TENSONG「嫌われる勇気」編曲
TENSONG「東京イリュージョン」編曲
TENSONG「有難う」編曲
TENSONG「JUST FOR FUN」編曲
ナキボクロ「シネヨイキロ」作詞・作曲・編曲
2023年
TENSONG「らいぶ」編曲

### 公式SNS
- 西辺　誠　公式Twitter　https://twitter.com/nishibe_makoto
- WEST GROUND 公式Twitter　https://twitter.com/west__ground
- WEST GROUND 公式HP : https://www.victormusicarts.jp/producers/west_ground